# Impatiens obscura
Impatiens obscura är en balsaminväxtart som beskrevs av Joseph Dalton Hooker. Impatiens obscura ingår i släktet balsaminer, och familjen balsaminväxter. Inga underarter finns listade i Catalogue of Life.